# Anders Erik Knös
Anders Erik Knös, född 9 februari 1801 i Skara, död 10 oktober 1862 i Uppsala, var en svensk teolog och universitetslärare.

## Biografi
Knös blev student vid Uppsala universitet 1818, filosofie magister 1824 och teologie kandidat 1826, varefter han utnämndes till teologie docent. Knös prästvigdes 1827 och vikarierade detta och följande året som förste teologie lektor i Skara samt 1829–1835 som teologie professor i Uppsala. Han blev teologie licentiat 1830, andre teologie adjunkt och kyrkoherde i Näs 1832 och samma år förste teologie adjunkt. 1835 utnämndes han till professor i praktisk teologi och kyrkoherde i Gamla Uppsala samt blev 1844 teologie doktor och 1852 förste teologie professor och domprost. 
Knös var ledamot av en mängd kommittéer (bland annat kyrkolagskommittén 1838–1839, kommittéerna för utarbetandet av nya predikotexter, ny kyrkohandbok och ny katekes) samt bevistade som riksdagsman för ärkestiftet 1844, 1853, 1856 och 1859 års riksdagar. Som medlem av bibelkommissionen var han den verksammaste utarbetaren av 1861 års provöversättning av Nya testamentet, åt vilken tillerkändes ett avgjort företräde framför föregångarna. 1839–1842 utgav Knös tillsammans, med C.E. Fahlcrantz och C.J. Almquist Ecklesiastik tidskrift. Akademiska avhandlingar och tidskriftsrecensioner utgör Knös övriga litterära kvarlåtenskap. Ett urval av hans Skrifter utkom i 2 band 1863–1865. 
Anders Erik Knös var son till Carl Johan Knös, sonson till Andreas Knös och Brita Hedvig Knös samt kusin till Thekla Knös. Han ingick äktenskap 1833 med Gabriella Schönherr, dotter till Carl Johan Schönherr och hans hustru Benedikta Charlotta Billberg. De var föräldrar till Carl Johan, Gustaf, Vilhelm och Arvid Knös. Dottern Emma var gift med Clas Theodor Odhner. Makarna är begravda på Uppsala gamla kyrkogård.